# Siegfried Großmann (Physiker)

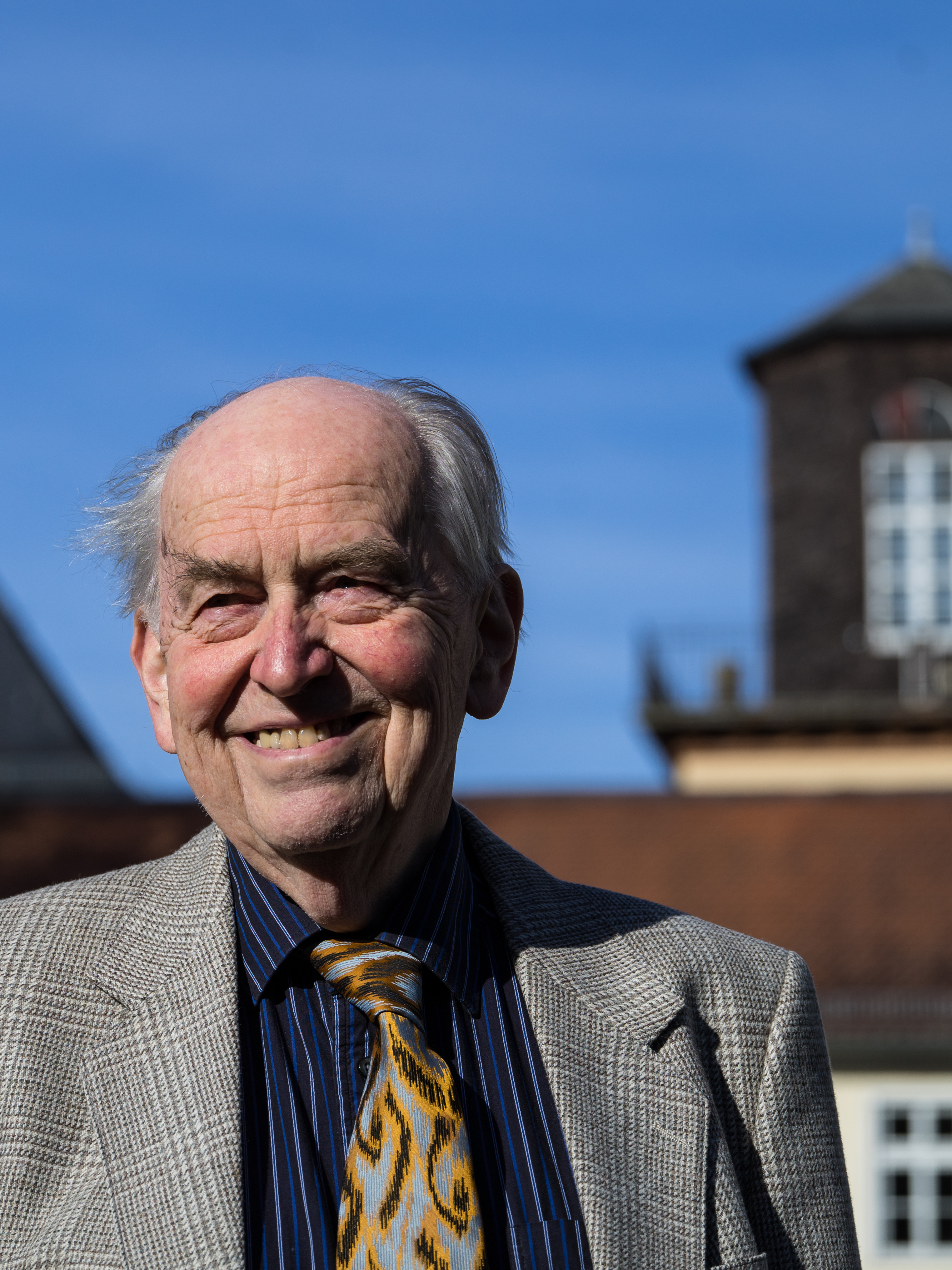
Siegfried Großmann vor dem Gebäude Renthof 6 des Fachbereichs Physik der Uni. Marburg, 2017

Siegfried Großmann (* 28. Februar 1930 in Quednau bei Königsberg (Preußen)) ist ein deutscher theoretischer Physiker.

## Leben und Werdegang
Siegfried Großmann wurde 1930 als Sohn von Karl Großmann geboren. Nach dem Abitur 1948 in Berlin studierte er 1951 an der Pädagogischen Hochschule Berlin, die er mit dem Abschluss als Lehrer verließ. Anschließend studierte er ab 1952 an der Freien Universität Berlin Physik, Mathematik und Chemie, während er gleichzeitig als Schulamtsanwärter für Grund-, Haupt- und Realschulen und nach dem Staatsexamen 1956 als Referendar und Assessor an einem Gymnasium tätig war.
1959 wurde er wissenschaftlicher Assistent an der FU Berlin bei Günther Ludwig, bei dem er 1960 mit einer Arbeit über die unelastische Streuung von Wasserstoffmolekülen zum Dr. rer. nat. promoviert wurde. Zwei Jahre später habilitierte er sich an der Freien Universität Berlin mit der Arbeit Quantenmechanische Transportgleichungen: Mastergleichung und Boltzmann-Landau-Gleichung und wurde 1962 dort Privatdozent. Ab 1963 war Großmann als Konservator an der Technischen Universität München tätig. 1963 erhielt er eine außerordentliche Professur an der Philipps-Universität Marburg, wohin zuvor schon Ludwig von der FU Berlin her gewechselt war. 1968 trat Großmann dort eine ordentliche Professur für Theoretische Physik an und wurde Institutsdirektor am Lehrstuhl V.
Großmann, zu dessen speziellen Arbeitsgebieten Statistische Physik, Festkörperphysik und Mathematische Physik gehörten, war unter anderem Doktorvater von Peter Richter und Detlef Lohse. Im Jahr 1992 habilitierte sich bei ihm Bruno Eckhardt, der 1996 seinen Lehrstuhl übernahm und dem 2002 der Leibniz-Preis verliehen wurde.
Er hatte verschiedene berufliche Auslandsaufenthalte. Weiterhin war er unter anderem in Stuttgart, Ulm, Heidelberg, Göttingen, Erlangen und Dresden tätig. Großmann wurde 1998 emeritiert. Von 1999 bis 2005 war er Mitglied des Dreiergremiums Ombudsman für die Wissenschaft der Deutschen Forschungsgemeinschaft.
Großmann ist verheiratet mit Marga Großmann, geborener Trippler, hat drei Kinder (Christian, Marianne und Peter) und lebt in Lahntal-Goßfelden bei Marburg.

## Forschungsgebiete und Interessen
Großmann gilt als Mitbegründer der Chaostheorie. Er lieferte Beiträge zur Beschreibung eines Lasers mit Hilfe der nichtlinearen Dynamik. Außerdem publizierte er 1977 mit Stefan Thomae erstmals einen Zahlenwert für die Feigenbaum-Konstante. Seine Arbeiten über die Turbulenz liefern Beiträge zum Verständnis des Übergangs von laminarer zu turbulenter Strömung.
Weiterhin lieferte er Arbeiten auf dem Gebiet der statistischen Physik, insbesondere realer Gase und Fluide, Nichtgleichgewichts-Statistik, Strukturbildungsprozesse fern vom Gleichgewicht, Transportprozesse, stochastischen Prozesse und der mathematischen Physik, insbesondere in Verbindung mit der Funktionalanalysis.
Als vielzitierter Wissenschaftler hat Großmann 2021 laut Scopus einen h-Index von 48 und liegt damit etwa gleichauf mit seinem früheren Mentee Bruno Eckhardt.

## Mitgliedschaften
Großmann war und ist Mitglied zahlreicher Kommissionen und Beiräte:
- Helmholtz-Gemeinschaft Deutscher Forschungszentren
  - Mitglied des Senats, (1995–2002)
  - Vorsitzender des Senatsausschusses für den Strategiefond, (1998–2000)
  - Vorsitzender der Strukturkommission des Senats, (2000–2001)
- Deutsche Forschungsgemeinschaft
  - Nominierungsausschuss der Deutschen Forschungsgemeinschaft für den Leibniz-Preis, (1995–2000)
  - Kommission „Selbstkontrolle in der Wissenschaft“, (1997)
  - Ombudsmann der Deutschen Forschungsgemeinschaft, (1999–2005)
  - Fachgutachter und Stellvertretender Vorsitzender des Fachausschusses Physik, (1989–1992)
- Vorsitzender des Councils Minerva Center for Nonlinear Dynamics of Complex Physical Systems, Rechowot, Haifa, Israel, (1994–2003)
- Vorauswahlkomitee für den Karl Heinz Beckurts-Preis, (1995–2000)
- Wissenschaftlicher Rat des Deutschen Elektronen-Synchrotrons (DESY), (1998–2000)
- Auswahlausschuss der Studienstiftung des deutschen Volkes, (1968–1990)
- Vorsitzender der Kommission Grundlagenforschung des Bundesministeriums für Forschung und Technologie, (1990–1992)
- Network Nonlinear Dynamics der Europäischen Wissenschaftsstiftung, Straßburg, (1987–1994)

## Auszeichnungen
1995 erhielt Großmann für herausragende Leistungen auf dem Gebiet der theoretischen Physik die Max-Planck-Medaille verliehen.
Für seine Beiträge zur Chaostheorie und für sein großes wissenschaftliches Ansehen erhielt Großmann 1996 vom damaligen hessischen Ministerpräsidenten Hans Eichel das Große Verdienstkreuz des Verdienstordens der Bundesrepublik Deutschland.
Im Juni 2006 erhielt Großmann die Ehrendoktorwürde an der Universität Duisburg-Essen für seine Leistungen insbesondere in der Theorie der Turbulenz und in der nichtlinearen Dynamik (Chaosforschung). Im Dezember 2011 erhielt er die Ehrendoktorwürde der Universität Maribor. Seit 2010 ist er Träger der DPG-Ehrennadel und seit 2017 Ehrenmitglied der Deutschen Physikalischen Gesellschaft.
Er ist Träger des Karl-Küpfmüller-Ringes (1997).
Seit 1991 ist Großmann ordentliches Mitglied der Europäischen Akademie der Wissenschaften und Künste. Er ist seit 1994 gewähltes Mitglied der Deutschen Akademie der Naturforscher Leopoldina. Ebenfalls 1994 wurde er ordentliches Mitglied der Berlin-Brandenburgischen Akademie der Wissenschaften.

## Veröffentlichungen
Großmann verfasste über 200 Fachaufsätze in verschiedenen Bereichen der Physik.
Außerdem ist er Autor zweier Lehrbücher über die mathematischen Grundlagen der klassischen theoretischen Physik und der Quantenmechanik:
- Einführungskurs für die Physik. 1974; Neuausgabe: Mathematischer Einführungskurs für die Physik. Vieweg+Teubner Verlag, Wiesbaden 2012, ISBN 978-3-8351-0254-5, doi:10.1007/978-3-8348-8347-6.
- Funktionsanalysis. im Hinblick auf die Anwendung in der Physik. 2 Bände. 1969–1970; Neuausgabe: Funktionalanalysis. Springer Fachmedien Wiesbaden, Wiesbaden 2014, ISBN 978-3-658-02401-7, doi:10.1007/978-3-658-02402-4.

Einige Aufsätze und Buchbeiträge:
- Was heißt und zu welchem Ende studiert man Chaos? In: Werner Martienssen, Dieter Röß (Hrsg.): Physik im 21. Jahrhundert: Essays zum Stand der Physik. Springer Verlag, 2011.
- Chaos – Unordnung und Ordnung nichtlinearer Systeme. In: Physikalische Blätter. Band 39, 1983, S. 139–145, doi:10.1002/phbl.19830390602
- Selbstähnlichkeit – Das Strukturgesetz im und vor dem Chaos. In: Physikalische Blätter. Band 45, 1989, S. 172–180, doi:10.1002/phbl.19890450606
- mit Günter Ahlers und Detlef Lohse: Hochpräzision im Kochtopf – Neues zur turbulenten Wärmekonvenktion. In: Physik Journal. Band 1, 2001, Nr. 2, S. 31, Online
- Wie entsteht eigentlich Turbulenz? In: Physikalische Blätter. Band 51, 1995, S. 641–646, doi:10.1002/phbl.19950510720
- Turbulenz- verstehen wir endlich dieses nichtlineare Phänomen? In: Physikalische Blätter. 1990, S. 2–7, doi:10.1002/phbl.19900460109
- mit D. Lohse und A. Reeh Developed turbulence, from full simulations to full mode reductions. In: Physical Review Letters. Band 77, 1996, S. 5369–5372,
- The onset of shear flow turbulence. In: Reviews of Modern Physics. Band 72, 2000, S. 603–618.
- mit Günter Ahlers und D. Lohse Large scale dynamics in turbulent Rayleigh-Benard convection. In: Reviews of Modern Physics. Band 81, 2009, S. 503–537, arxiv:0811.0471
- mit Bruno Eckhardt, D. Lohse Hundert Jahre Grenzschichtphysik. In: Physik Journal. Band 3, Oktober 2004, S. 31 (Würdigung von Ludwig Prandtl)
- mit Stefan Thomae: Invariant distributions and stationary correlation functions of one dimensional discrete processes. In: Zeitschrift für Naturforschung. Band 32a, 1977, S. 1353–1363 (Feigenbaum-Szenario), Online
- mit Hans Effinger: Static structure function of turbulent flow from the Navier Stokes Equations. In: Zeitschrift für Physik B. Band 66, 1987, S. 289–304.
- mit Sascha Hilgenfeldt und D. Lohse Sonolumineszenz: Der Lichterzeugungsmechanisumus. In: Physikalische Blätter. Band 56, Nr. 2, 2000, S. 43–46, doi:10.1002/phbl.20000560211

Großmann ist Herausgeber und Kurator verschiedener physikalischen und naturwissenschaftlichen Zeitschriften:
- Internetportal Welt der Physik, (Vorsitzender und Mitglied des Welt-der-Physik-Kuratoriums), (seit 2004)
- Zeitschrift für Naturforschung A, (seit 2003)
- Physikalische Blätter, dann Physik Journal 1994–2004,
- The European Physical Journal B 1999–2003,
- Zeitschrift für Physik B 1993–1999